# 은풍중학교
은풍중학교(殷豊中學校)는 대한민국 경상북도 예천군 은풍면 우곡리에 있는 사립 중학교이다.

## 학교 연혁
- 1963년 5월 1일 : 은풍고등공민학교 설립인가
- 1963년 5월 18일 : 은풍고등공민학교 개교, 초대 교장 김진경 선생 취임
- 1967년 8월 25일 : 학교법인 진풍학원 설립인가
- 1967년 9월 25일 : 은풍중학교 설립인가
- 1968년 3월 8일 : 은풍중학교 제1회 입학식
- 1969년 3월 5일 : 학칙 일부개정으로 15학급 인가 받음
- 1970년 2월 10일 : 은풍고등공민학교 제5회 졸업식
- 2006년 2월 15일 : 어학실 구축
- 2006년 7월 27일 : 도서관 "푸른숲 맑은샘" 구축
- 2010년 2월 10일 : 기술가정실 구축
- 2010년 2월 20일 : 제3대 도기욱 이사장 취임
- 2017년 8월 10일 : 인조 잔디 운동장 조성
- 2019년 3월 1일 : 제5대 교장 여옥희 선생 취임
- 2021년 12월 23일 : 경북형 지능형 과학실 "창의융합실" 구축
- 2024년 1월 5일 : 은풍중학교 제54회 졸업식(5,357명)
- 2024년 3월 4일 : 은풍중학교 제57회 입학식(1학급 입학생 4명)

## 참고 자료
- 은풍중학교 - 한국교육학술정보원 학교알리미